# 롯데홈쇼핑
롯데홈쇼핑(Lotte Home Shopping)은 롯데쇼핑의 자회사인 우리홈쇼핑이 운영하는 홈쇼핑 채널이다. 2007년 5월 채널명을 우리홈쇼핑에서 롯데홈쇼핑으로 변경했다. TV, 온라인, 카탈로그, 모바일, 데이터홈쇼핑, 오프라인 매장인 ‘스튜디오샵’ 등을 운영하고 있다.

## 역사
- 2001년 5월: 우리홈쇼핑으로 설립
- 2001년 9월: TV홈쇼핑 개국, 인터넷쇼핑몰 ‘우리닷컴’ 오픈
- 2003년 9월: 윤리경영 선포식
- 2003년 10월: ‘서비스 품질 우수기업 인증’ 획득 (산자부 기술표준원)
- 2004년 3월: 업계 최초 ‘불만 고객 초청 간담회’ 개최
- 2004년 5월: ‘TV홈쇼핑 사업권’ 재승인 획득 (방송위원회)
- 2004년 9월: 개국 3주년 기념 ‘고객만족헌장’ 선포식
- 2005년 1월: 대만 합작법인 ‘모모홈쇼핑’ 개국
- 2006년 11월: ‘고객만족 경영대상’ 3년 연속 수상 (한국능률협회컨설팅)
- 2006년 8월: M-커머스 정식 서비스 개시
- 2007년 2월: 출자총액제한기업집단(롯데) 편입
- 2007년 3월: 제1기 사회공헌추진위원회 발족
- 2007년 4월: T-커머스 정식 서비스 개시
- 2007년 5월: 브랜드명을 우리홈쇼핑에서 롯데홈쇼핑으로 변경 (법인명은 우리홈쇼핑 유지)
- 2007년 11월: 업계 최초 ‘모바일 실시간 TV홈쇼핑’ 서비스 개시
- 2008년 2월: 온라인 협력업체 입점 시스템 개시
- 2008년 4월: 롯데카탈로그 창간
- 2009년 4월: 한경마케팅대상 사회공헌부문 4년연속 수상
- 2009년 6월: 한국환경 산업기술원과 탄소성적 표지제도 운영 협약
- 2009년 7월: 소비자불만자율관리프로그램(CCMS) 인증
- 2009년 9월: 사회복지유공 단체부문 장관상 수상, 사회복지의 날 기념 신헌 대표 보건복지부 표창
- 2009년 10월: 국세청 성실납세 이행협약 체결
- 2009년 11월: 열린의사회 환경캠페인 협약 20억 후원
- 2009년 12월: 제 14회 소비자의 날 대통령상 수상, 중소기업 공정거래협약 체결
- 2010년 4월: 양평동에 신사옥 완공, 홈쇼핑 업계 최초로 HD방송 실시
- 2011년 3월: 제13회 한경마케팅 대상 사회공헌 부문 수상
- 2011년 11월: 업계 최초 3년 연속, 2011 고객만족경영대상 종합대상
- 2012년 1월: 롯데아이몰, 서울시 조사 종합쇼핑몰 소비자 만족도 1위
- 2012년 2월: 베트남 '롯데닷비엣'(Lotte Dotviet) 홈쇼핑 설립
- 2012년 10월: 2012 한국서비스품질지수 (KS-SQI) 홈쇼핑 부분 1위
- 2013년 8월: 소비자 중심경영 (CCM) 인증 획득
- 2013년 10월: 2013 한국 경영대상 고객만족경영대상 종합대상 5년 연속수상
- 2013년 11월: 2013 콜센터품질지수 (KS-CQI) 홈쇼핑 부문 1위 수상
- 2014년 8월: 민간기업 최초 (사)한국투명성기구와 청렴경영 협약
- 2014년 10월: 경영투명성위원회 출범, 협업비용 처리 규정 제정
- 2014년 11월: 청렴계약제 시행, 청렴옴부즈만제도 시행
- 2015년 3월: 독립형 데이터방송 ‘롯데OneTV’ 오픈
- 2015년 10월: 소비자대상 수상(한국소비자학회)
- 2015년 12월: 고객만족경영대상(5년 연속) 명예의 전당 헌액
- 2016년 4월: 스튜디오샵(이천, 파주) 오프라인 매장 오픈
- 2016년 5월: 한국의 우수컨텍센터 콜센타부문 우수상 (KMAC)
- 2017년 2월: ‘중소기업 해외시장개척단’ 운영 (2월 대만, 6월 대만)
- 2017년 8월: 소비자 중심경영 (CCM) 인증 획득
- 2017년 9월: 업계 최초 ‘반부패경영시스템(ISO37001) 인증’ 획득 , 스튜디오샵 [서울역(3月), 김해점(4月), 동부산점(9月) 오프라인 매장 오픈
- 2017년 12월: 일자리 창출 유공 대통령 표창 수상
- 2018년 7월: 한국 서비스대상 TV 홈쇼핑 부문 종합대상 수상(3년연속)
- 2018년 9월: 한국소비자신뢰대상 홈쇼핑부문 금상
- 2018년 10월: 한국 산업의 고객만족도(KCSI) TV홈쇼핑 부문 1위(2년 연속), 제5회 코리아 빅데이터 어워드 유통부문 통계청장상
- 2018년 11월: 홈쇼핑 최초 국가품질상 서비스품질 우수기업 산업통상자원부 장관 표창, 중소벤처기업부 장관상 대중소기업 성과공유 우수 기업 포상
- 2018년 12월: 300만불 수출의 탑 및 동탑산업훈장 수상, 2018 가족친화우수기업 대통령표창, ‘상생일자리 우수기업’ 동반성장위원회 위원장상
- 2019년 2월: 전문직 여성 한국연맹 주최 ‘BPW Gold Award’ 수상
- 2019년 7월: 한국서비스대상 TV 홈쇼핑부문 종합대상 4년 연속 수상
- 2019년 10월: 한국 산업의 고객만족도 (KCSI) TV홈쇼핑 부문 3년 연속 1위
- 2019년 10월: '2019년 콜센터 품질지수(KS-CQI)'홈쇼핑부문 1위
- 2019년 11월: '2019 제품안전의 날' 산업통상자원부 장관 표창
- 2019년 12월: 공정거래위원회 한국소비자원 소비자중심경영(CCM) 인증
- 2019년 12월: 제56회 무역의 날 '500만불 수출의 탑 및 산업포장' 수상
- 2020년 7월: 한국서비스품질지수 (KS-SQI) TV홈쇼핑부문 1위
- 2020년 7월: 한국서비스대상 TV 홈쇼핑부문 종합대상 5년 연속 수상
- 2020년 10월: 한국산업의 고객만족도 (KCSI) TV홈쇼핑부문 4년 연속 1위
- 2020년 10월: 대한민국 지속가능성 대회 TV홈쇼핑 부문 1위 및 최고경영자상 수상
- 2020년 12월: 국가고객만족도(NCSI) TV홈쇼핑 부문 1위
- 2020년 12월: 제57회 무역의 날 '700만불' 수출의 탑 수상
- 2021년 7월: 한국서비스대상 TV홈쇼핑부문 종합대상 6년 연속 수상
- 2021년 7월: 한국서비스품질지수(KS-SQI) TV홈쇼핑부문 1위 2년 연속 수상
- 2021년 8월: ESG경영 선포식
- 2021년 9월: 2021 레드닷 디자인 어워드 ‘브랜드&커뮤니케이션’ 본상 수상
- 2021년 10월: 한국 산업의 고객만족도 KCSI TV홈쇼핑 부문 1위
- 2021년 11월: 대한민국지속가능성대회 TV홈쇼핑 부문 1위
- 2021년 12월: 국가고객만족도(NCSI) TV홈쇼핑 부문 1위
- 2022년 3월: 디지털쇼핑플랫폼 ‘와이드’, ‘아이투’ 세계 디자인 어워드 본상 수상
- 2022년 5월: 유통업계 최초 NFT SHOP 오픈
- 2022년 6월: 한국서비스품질지수(KS-SQI) TV홈쇼핑 부문 1위
- 2022년 7월: 인권 경영 헌장 제정 및 선포
- 2022년 10월: '이천' 물류센터 오픈
- 2022년 11월: 대한민국 지속가능성 대회 TV홈쇼핑 부문 1위
- 2022년 12월: 공정거래위원회 소비자중심경영(CCM) 대통령 표창
- 2022년 12월: 공정거래위원회 소비자중심경영(CCM) 대통령 표창
- 2023년 5월: 핵심가치 ‘씨드(SEED)’ 발표